# Velbon
Velbon (Velbon Tripod Co., Ltd.) è un produttore giapponese di accessori fotografici, specializzato in treppiedi.
L'azienda è stata fondata negli anni '50 del secolo scorso e conta tre stabilimenti: uno in Giappone, uno a Taiwan ed uno in Cina.